# México 1900
México 1900 es una telenovela mexicana de época producida por Ernesto Alonso y transmitida en 1964 para Telesistema Mexicano (hoy Televisa). Está protagonizada por María Elena Marqués y Raúl Meraz.

## Reparto
- María Elena Marqués como Adela
- Ada Carrasco como Lupe
- Raúl Meraz como Juan de Iturbide
- Anabel Gutiérrez como Rina
- Enrique Aguilar como Carlos
- Jorge Fink como Román
- Jorge Russek
- María Prado